# Celine Brun-Lie
Celine Marie Knudtzon Brun-Lie (* 18. März 1988) ist eine ehemalige norwegische Skilangläuferin und Biathletin. Als Langläuferin startete sie für den Verein Njård, als Biathletin für Oslo SSL. Als Biathletin nahm sie jedoch nie an internationalen Rennen teil.
Sie ist die Schwester der Biathletin Thekla Brun-Lie und der Kanusportlerin Agnes Brun-Lie.

## Werdegang
Celine Brun-Lie studiert an der Technisch-Naturwissenschaftlichen Universität Norwegens. Ihr erstes internationales Rennen bestritt sie im November 2004 in Gålå im Rahmen des FIS Cup. Recht schnell erreichte sie hier gute Resultate. Im Januar 2006 nahm sie in Kranj an ihrer ersten Junioren-Weltmeisterschaft teil und gewann dort hinter Astrid Jacobsen und Natalja Matwejewa die Bronzemedaille im Sprintwettbewerb. Im Dezember des Jahres gewann sie in Gaalaa mit einem Sprint ihr erstes FIS-Rennen. Bei der Junioren-WM 2007 in Tarvisio verpasste Brun-Lie als Vierte im Sprint eine weitere Medaille. Zum Ende der Saison 2006/07 wurde die junge Norwegerin in Stockholm erstmals im Skilanglauf-Weltcup eingesetzt; dabei konnte die Sprintspezialistin als 20. erstmals Weltcup-Punkte sammeln.
Zum Auftakt der folgenden Saison belegte Brun-Lie in Düsseldorf Platz 30 im Sprint und gemeinsam mit Sigrid Aas Rang 13 im Teamsprint. In Rybinsk kam sie als Zehnte im Sprint erstmals unter die besten Zehn im Weltcup. Bei den Norwegischen Meisterschaften 2008 im Skistadion Granåsen in Trondheim verpasste sie als Vierte knapp eine Medaille. Die Junioren-WM in Mals brachte gemischte Ergebnisse. Brun-Lie war in der Sprint-Qualifikation Zweite, im Wettbewerb erreichte sie allerdings nur Platz 13. Im Rennen über 5 Kilometer wurde sie nur 28. Weitaus besser lief es mit der norwegischen Staffel. Gemeinsam mit Therese Johaug, Ingvild Flugstad Østberg und Marthe Kristoffersen gewann sie die Goldmedaille im Staffelrennen. Ende des Jahres zu Beginn der Saison 2008/09 konnte die Norwegerin in Davos im Sprintrennen als Zweite nur Petra Majdič geschlagen geben erstmals eine Podiumsplatzierung erreichen. Wenig später schaffte sie mit Maiken Caspersen Falla im Teamsprint von Düsseldorf erneut einen zweiten Platz.
Bei den Norwegischen Meisterschaften 2009 in Gjøvik sicherte sich Brun-Lie erstmals den Titel im Sprint. Wenig später startete sie bei den Nordischen Skiweltmeisterschaften 2009 in Liberec. Nach Rang 13 in der Qualifikation landete er im Sprint auf Rang 11. Den gleichen Rang erreichte Brun-Lie beim Sprintweltcup in Lahti. Die Saison beendete sie wenig später auf Rang 27. der Weltcup-Gesamtwertung. In der Sprintweltcupwertung belegte Brun-Lie den neunten Platz.
Im Dezember 2009 sicherte sich Brun-Lie im Teamsprint von Düsseldorf erneut den dritten Platz. Bei den Olympischen Winterspielen 2010 in Vancouver erreichte sie einen guten sechsten Rang im Sprint sowie Rang fünf im Teamsprint gemeinsam mit Astrid Uhrenholdt Jacobsen. In der Weltcup-Gesamtwertung konnte sie ihre Leistungen aus dem Vorjahr nicht ganz erreichen und beendete die Saison auf Platz 33.
Nachdem Brun-Lie zur Saison 2010/11 erneut einen Podestplatz im Teamsprint von Düsseldorf erreicht hatte, gelang ihr mit Rang drei in Liberec auch in einem Einzelweltcup wieder ein Podestplatz. Auch im Teamsprint an gleicher Stelle belegte sie im Ziel den dritten Platz. Bei den Nordischen Skiweltmeisterschaften 2011 in Oslo lief sie im Sprint als 14. über die Ziellinie.
In die Saison 2011/12 kämpfte Brun-Lie mit schwachen Ergebnissen im Weltcup. Nur in den Teamsprint- und Staffelweltcups konnte sie Top-10-Platzierungen einfahren. Erst zur Saison 2012/13 fand sie auch in den Einzeldisziplinen zurück in die Erfolgsspur und sicherte sich beim Sprint in Quebec mit Rang drei wieder einen Podestplatz.

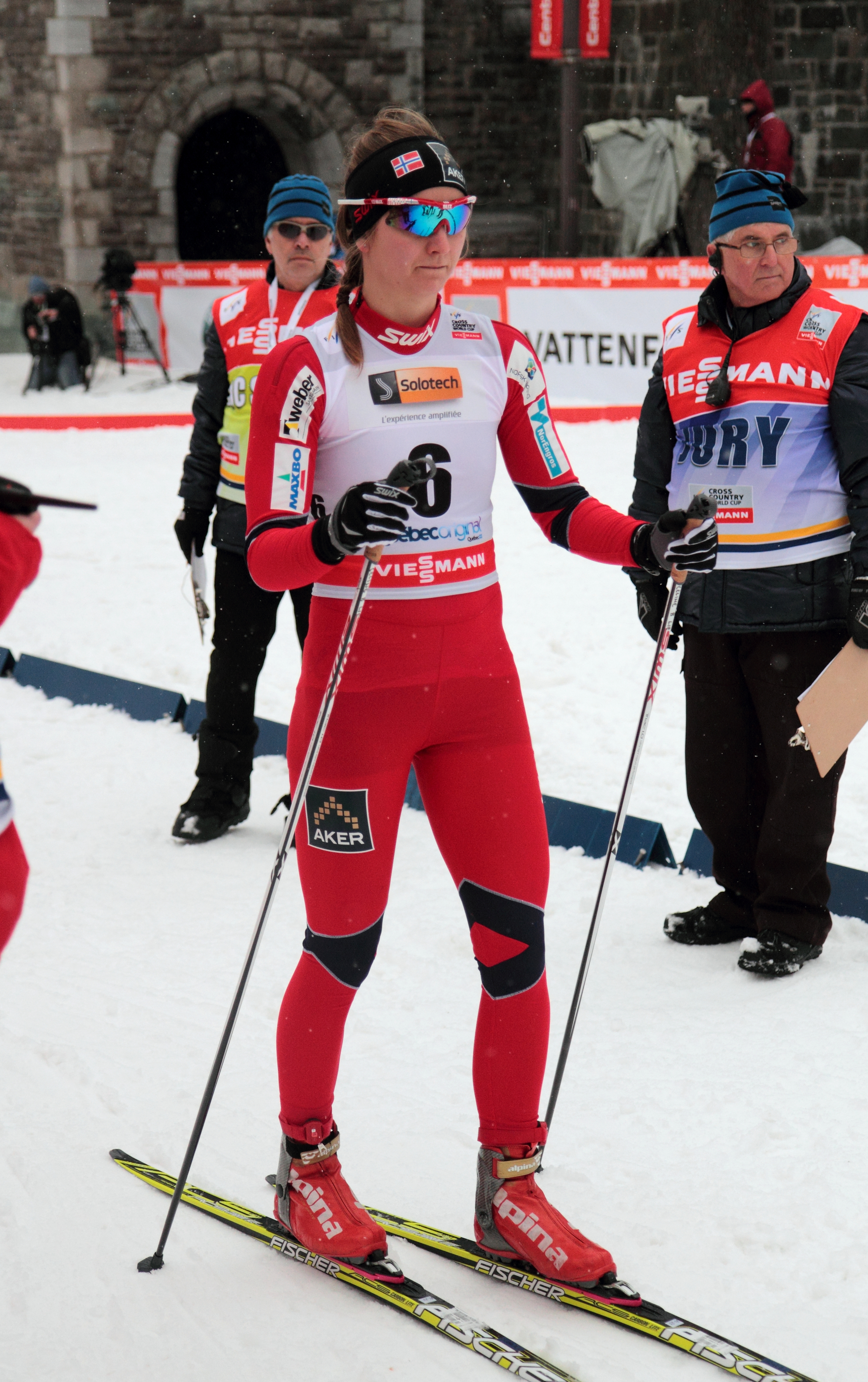
Celine Brun-Lie beim Weltcup in Quebec 2012

Bei der Norwegischen Meisterschaft 2013 in Gåsbu sicherte sich Brun-Lie im Sprint die Silbermedaille. Nachdem sie beim Weltcup in Sotschi erneut aufs Podium lief, reiste sie zur Nordischen Skiweltmeisterschaft 2013 ins Val di Fiemme. Dort belegte Brun-Lie im Sprint den 24. Platz. Wenige Wochen später beendete sie ihre bis dahin erfolgreichste Saison auf Rang 25 der Weltcup-Gesamtwertung und Rang sechs der Sprintweltcup-Wertung.
Zur Saison 2013/14 verpasste Brun-Lie eine weitere Leistungssteigerung. Mit schwachen Ergebnissen im Weltcup konnte sie sich sogar nicht für die Olympischen Winterspiele 2014 in Sotschi qualifizieren. Am Ende der Saison belegte sie einen für sie enttäuschenden 42. Platz. Im Mai 2014 siegte sie beim Svalbard skimaraton über 42 km klassisch. Zum Beginn der Saison 2014/15 erreichte sie bei der Sprintetappe der Nordic Opening in Lillehammer den zweiten Platz. Es folgten in der Saison zwei dritte Plätze bei Sprintrennen in Davos und Otepää. Bei den Nordischen Skiweltmeisterschaften 2015 in Falun errang sie den neunten Rang im Sprint. Nach der Saison, die sie auf den siebten Platz in der Sprintwertung beendete, beendete sie ihre Karriere.

## Teilnahmen an Weltmeisterschaften und Olympischen Winterspielen

### Olympische Spiele
- 2010 Vancouver: 5. Platz Teamsprint Freistil, 6. Platz Sprint klassisch

### Nordische Skiweltmeisterschaften
- 2009 Liberec: 11. Platz Sprint Freistil
- 2011 Oslo: 14. Platz Sprint Freistil
- 2013 Val di Fiemme: 24. Platz Sprint klassisch
- 2015 Falun: 9. Platz Sprint klassisch

## Platzierungen im Weltcup

### Weltcup-Statistik
Die Tabelle zeigt die erreichten Platzierungen im Einzelnen.
- 1.–3. Platz: Anzahl der Podiumsplatzierungen
- Top 10: Anzahl der Platzierungen unter den ersten zehn
- Punkteränge: Anzahl der Platzierungen innerhalb der Punkteränge
- Starts: Anzahl gelaufener Rennen in der jeweiligen Disziplin
- Hinweis: Bei den Distanzrennen erfolgt die Einordnung gemäß FIS.

| Platzierung         | Distanzrennen a | Distanzrennen a | Distanzrennen a | Distanzrennen a | Distanzrennen a | Skiathlon Verfolgung | Sprint | Etappen- rennen b | Gesamt | Team   | Team    |
| Platzierung         | ≤ 5 km          | ≤ 10 km         | ≤ 15 km         | ≤ 30 km         | > 30 km         | Skiathlon Verfolgung | Sprint | Etappen- rennen b | Gesamt | Sprint | Staffel |
| ------------------- | --------------- | --------------- | --------------- | --------------- | --------------- | -------------------- | ------ | ----------------- | ------ | ------ | ------- |
| 1. Platz            |                 |                 |                 |                 |                 |                      |        |                   |        |        |         |
| 2. Platz            |                 |                 |                 |                 |                 |                      | 3      |                   | 3      | 2      |         |
| 3. Platz            |                 |                 |                 |                 |                 |                      | 5      |                   | 5      | 3      |         |
| Top 10              | 2               |                 |                 |                 |                 |                      | 23     |                   | 25     | 10     | 3       |
| Punkteränge         | 4               | 3               |                 | 2               |                 | 5                    | 49     | 5                 | 68     | 12     | 3       |
| Starts              | 8               | 8               | 1               | 5               |                 | 13                   | 56     | 7                 | 98     | 12     | 3       |
| Stand: Karriereende |                 |                 |                 |                 |                 |                      |        |                   |        |        |         |

### Weltcup-Gesamtplatzierungen
| Saison  | Gesamt | Gesamt | Distanz | Distanz | Sprint | Sprint |
| Saison  | Punkte | Platz  | Punkte  | Platz   | Punkte | Platz  |
| ------- | ------ | ------ | ------- | ------- | ------ | ------ |
| 2006/07 | 11     | 92.    | -       | -       | 11     | 58.    |
| 2007/08 | 39     | 63.    | -       | -       | 39     | 44.    |
| 2008/09 | 238    | 27.    | 16      | 57.     | 212    | 9.     |
| 2009/10 | 255    | 33.    | 69      | 42.     | 170    | 17.    |
| 2010/11 | 162    | 38.    | -       | -       | 162    | 14.    |
| 2011/12 | 14     | 82.    | -       | -       | 14     | 58.    |
| 2012/13 | 309    | 25.    | 33      | 52.     | 258    | 6.     |
| 2013/14 | 148    | 42.    | 10      | 73.     | 136    | 16.    |
| 2014/15 | 252    | 26.    | -       | -       | 252    | 7.     |